# Viviès
Viviès är en kommun i departementet Ariège i regionen Occitanien i södra Frankrike. Kommunen ligger  i kantonen Mirepoix som ligger i arrondissementet Pamiers. År 2022 hade Viviès 156 invånare.

## Befolkningsutveckling
Antalet invånare i kommunen Viviès
Referens: INSEE